# أركان الكعبة
أركان الكعبة هي زوايا الكعبة الأربعة والكعبة المشرفة هي قبلة المسلمين في صلواتهم، وحولها يطوفون أثناء أداء فريضة الحج، كما أنها أول بيت يوضع في الأرض وفق المُعتقد الإسلامي، ولا يمكن ذكر المسجد الحرام دون ذكر الكعبة، إذ يبدأ تاريخ المسجد بتاريخ بناء الكعبة المشرفة. يعتقد المسلمون أن من بنى الكعبة أول مرة هم الملائكة قبل آدم، ومن مسمياتها أيضاً البيت الحرام، وسميت بذلك لأن الله حرم القتال بها، ويعتبرها المسلمون أقدس مكان على وجه الأرض، فقد جاء في القرآن الكريم: ﴿إِنَّ أَوَّلَ بَيْتٍ وُضِعَ لِلنَّاسِ لَلَّذِي بِبَكَّةَ مُبَارَكًا وَهُدًى لِلْعَالَمِينَ ۝٩٦﴾ [آل عمران:96].

## أركان الكعبة
هي زوايا الكعبة الأربعة، وجاءت تسميتها باعتبار اتجاهاتها الأربع تارةً، وجاءت باعتبار خصوصية أخرى فيها تارة أخرى.

### الرُكن الشرقي
وهو الركن الذي يكون بجوار باب الكعبة ويُقابلُ بئر زمزم تقريباً، يُسمى بالركن الشرقي لكونه باتجاه المشرق تقريباً، ويُسمَّى أيضاً بالركن الأسود لأن الحجر الأسود مُثَبَّتٌ فيه ومنه يبدأ الطواف حول الكعبة.

### الرُكن العراقي
وهو الركن الذي يلي الركن الشرقي حسب جهة الحركة في الطواف، ويُسمَّى بالركن الشمالي لمواجهته للشمال تقريباً، وهو الركن الذي يكون على الجانب الشرقي من حجر إسماعيل، ويُسمَّى أيضا بالركن العراقي لكونه باتجاه العراق.

### الرُكن الغربي
وهو الركن الذي يلي الركن الشمالي حسب جهة الحركة في الطواف، ويُسمَّى بالركن الغربي لمواجهته للمغرب تقريباً، ويُسمَّى أيضاً بالركن الشامي لكونه باتجاه الشام، وهو الرُكن الذي يكون على الجانب الغربي من حجر إسماعيل.

### الرُكن اليماني

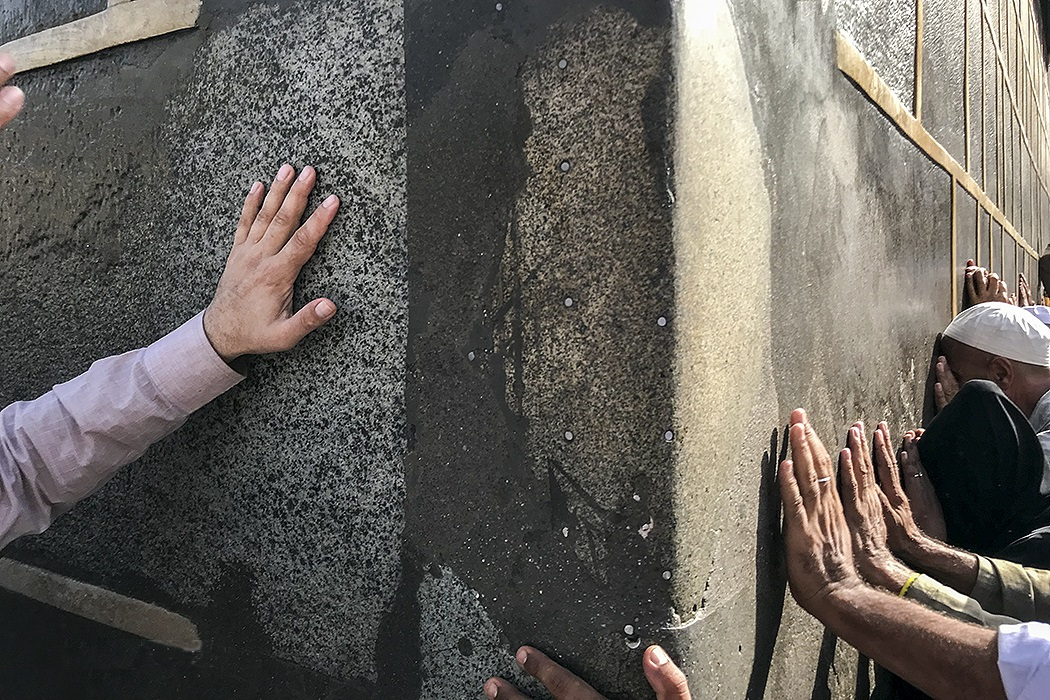
الركن اليماني

وهو الركن الذي يلي الركن الغربي حسب جهة الحركة في الطواف، ويُسمَّى بالركن الجنوبي لمواجهته للجنوب تقريباً، ويُسمَّى أيضا الركن اليماني لكونه باتجاه اليمن، ويُسمَّى أيضاً بالمُستجار. هو أحد أركان الكعبة المشرفة في اتجاه الجنوب وهو الركن الموازي لركن الحجر الأسود. وذكر أنه تم إلصاق قطع الركن اليماني بالمسامير في عهد الفاطميين، كما أنه في عام 1040هـ في عهد السلطان مراد الرابع الذي جدد بناء الكعبة، انكسر طرف حجر الركن اليماني فوضع في محل ذلك رصاص مذاب وألصق الجزء المكسور.

## أحكام خاصة
- يستلم الركن اليماني باليد دون تقبيل أو تكبير فإن لم يتمكن من استلامه بيده فإنه لا يشير إليه، لعدم وروده بالأحاديث.[5] فعن ابن عمر: «أن رسول الله صلى الله عليه وسلم كان إذا طاف بالبيت استلم الحجر والركن في كل طواف».[6]
- جواز التمسح بالركن اليماني والحجر الأسود وجاء عنه صلى الله عليه وسلم : «إن مسح الحجر الأسود والركن اليماني يحطان الخطايا حطاً».[7]